# Aiphanes spicata
Aiphanes spicata är en enhjärtbladig växtart som beskrevs av Finn Borchsenius och Rodrigo Bernal. Aiphanes spicata ingår i släktet Aiphanes och familjen Arecaceae. Inga underarter finns listade i Catalogue of Life.